# Długokąty (Mazovia)
Długokąty [pronunciación en polaco: /dwuɡɔˈkɔntɨ/] es un pueblo ubicado en el distrito administrativo de Gmina Wieczfnia Kościelna, dentro del Condado de Mława, Voivodato de Mazovia, en el este de Polonia central. Se encuentra aproximadamente a 5 kilómetros al sureste de Wieczfnia Kościelna, a 15 kilómetros al noreste de Mława, y a 112 kilómetros al norte de Varsovia.